# Elgiva solicita
Elgiva solicita – gatunek muchówki z rodziny smętkowatych.
Gatunek ten opisany został w 1780 roku przez Mosesa Harrisa jako Musca solicita.
Muchówka ta ma ciało, w tym tułów ubarwione żółtawobrązowo. Mezopleury jej są tylko owłosiene; nie mają szczecinek. Przedpiersie jest pozbawione owłosienia. Dolne powierzchnie ud przedniej pary odnóży zaopatrzone są w częściach wierzchołkowych silne szczecinki anterowentralne i posterowentralne.
Owad znany z Hiszpanii, Irlandii, Wielkiej Brytanii, Francji, Belgii, Holandii, Norwegii, Szwecji, Finlandii, Danii, Niemiec, Szwajcarii, Austrii, Włoch, Polski, Czech, Słowacji, Węgier, Estonii, Łotwy, Litwy, Rosji, Ukrainy, Rumunii, Bośni i Hercegowiny, Grecji, Afryki Północnej i wschodniej Palearktyki.